# Adrien Faidide
Adrien Faidide (Parigi, 19 gennaio 1880 – Le Kremlin-Bicêtre, 3 luglio 1907) è stato un velocista francese.
Partecipò alle Olimpiadi 1900 di Parigi, precisamente nella gara dei 400 metri piani ma fu eliminato alla seconda batteria. Fu campione francese nei 400 metri nel 1899 e probabilmente anche nel 1900 (con il tempo di 53"8).